# Kenneth Faried
Kenneth Bernard Faried Lewis é um jogador profissional de basquete americano dos Capitanes de Ciudad de México da NBA G League. Conhecido como "The Manimal" devido à sua agitação na quadra, ele frequentou a Morehead State University por quatro anos, sendo duas vezes eleito o Jogador do Ano da Conferência de Ohio Valley. Ele terminou sua carreira universitária como o melhor reboteiro de todos os tempos da NCAA na era pós-1973, com 1.673 rebotes. Ele foi selecionado em 22º lugar geral no draft da NBA de 2011 pelo Denver Nuggets.

## Estatísticas na NBA

### Temporada regular
| Ano      | Equipe         | PJ  | PT  | MPJ  | AP   | 3P   | LL   | RT  | AS  | BR  | TO  | PPJ  |
| -------- | -------------- | --- | --- | ---- | ---- | ---- | ---- | --- | --- | --- | --- | ---- |
| 2011-12  | Denver Nuggets | 46  | 39  | 22.5 | .586 | .000 | .665 | 7.7 | 0.8 | 0.7 | 1.0 | 10.2 |
| 2012-13  | Denver Nuggets | 80  | 80  | 28.1 | .552 | .000 | .613 | 9.2 | 1.0 | 1.0 | 1.0 | 11.5 |
| 2013-14  | Denver Nuggets | 80  | 77  | 27.2 | .545 | .000 | .650 | 8.6 | 1.2 | 0.9 | 0.9 | 13.7 |
| Carreira |                | 206 | 196 | 26.5 | .554 | .000 | .640 | 8.6 | 1.0 | 0.9 | 1.0 | 12.1 |

### Playoffs
| Ano      | Equipe         | PJ | PT | MPJ  | AP   | 3P   | LL   | RT   | AS  | BR  | TO  | PPJ  |
| -------- | -------------- | -- | -- | ---- | ---- | ---- | ---- | ---- | --- | --- | --- | ---- |
| 2011-12  | Denver Nuggets | 7  | 7  | 27.4 | .533 | .000 | .750 | 10.0 | 0.6 | 0.7 | 1.1 | 10.4 |
| 2012-13  | Denver Nuggets | 5  | 4  | 29.0 | .625 | .000 | .733 | 8.4  | 0.2 | 1.0 | 0.2 | 10.2 |
| Carreira |                | 12 | 11 | 28.1 | .565 | .000 | .741 | 9.3  | 0.4 | 0.8 | 0.8 | 10.3 |